# Lista bitew i operacji podczas wojny domowej w Palestynie
Poniżej znajduje się lista bitew i operacji wojskowych przeprowadzonych podczas wojny domowej w Mandacie Palestyny w latach 1947–1948.

## Pierwsza faza wojny (30 listopada 1947 – 1 kwietnia 1948)
| Nazwa                                    | Data                 | Przebieg | Siły żydowskie                       | Siły arabskie                             |
| ---------------------------------------- | -------------------- | --- | ------------------------------------ | ----------------------------------------- |
| Zamieszki w Jerozolimie                  | 2-4 grudnia 1947     | Rozruchy antyżydowskie w Jerozolimie                                                                                  | Hagana                               | Arabskie milicje                          |
| Konwój Dziesięciu                        | 11 grudnia 1947      | Rozbicie żydowskiego konwoju jadącego do Gusz Ecjon                                                                   | Policji Żydowskich Osiedli i Palmach | Armia Świętej Wojny                       |
| Masakra w rafinerii w Hajfie             | 30 grudnia 1947      | Zamach na Rafinerię Hajfa i pogrom żydowskich robotników                                                              | Żydzi                                | Arabowie                                  |
| Zamach na hotel Semiramis                | 6 stycznia 1948      | Zamach na hotel Semiramis w Jerozolimie                                                                               | Hagana                               | Arabowie                                  |
| I bitwa o Gusz Ecjon                     | 14 stycznia 1948     | Atak na blok żydowskich osiedli Gusz Ecjon                                                                            | Hagana                               | Armia Świętej Wojny                       |
| Konwój Trzydziestu Pięciu                | 16 stycznia 1948     | Nieudana próba udzielenia pomocy dla bloku osiedli Gusz Ecjon                                                         | Hagana                               | Armia Świętej Wojny                       |
| Bitwa o Jechi’am                         | 20 stycznia 1948     | Atak na kibuc Jechi’am                                                                                                | Hagana                               | Arabska Armia Wyzwoleńcza                 |
| Zamach na ulicy Ben Jehuda w Jerozolimie | 22 lutego 1948       | Zamach bombowy na cele żydowskie w centrum Jerozolimy                                                                 | Hagana                               | Armia Świętej Wojny                       |
| Zamach na pociąg Kair-Hajfa              | 29 lutego 1948       | Zamach bombowy na brytyjski pociąg relacji Kair-Hajfa                                                                 | Lechi                                | Brytyjczycy i Arabowie                    |
| operacja Szemu’el                        | 4 marca 1948         | Atak na arabskie linie komunikacyjne pomiędzy Ramallah a Latrun                                                       | Hagana                               | Arabowie                                  |
| Konwój Jechi’am                          | 27 marca 1948        | Rozbicie żydowskiego konwoju jadącego do kibucu Jechi’am                                                              | Hagana                               | Arabska Armia Wyzwoleńcza                 |
| Konwój Nebi Daniel                       | 27 marca 1948        | Rozbicie żydowskiego konwoju wracającego z Gusz Ecjon do Jerozolimy                                                   | Hagana                               | Armia Świętej Wojny                       |
| operacja Haszmed                         | 30 marca 1948        | Atak na arabskie linie komunikacyjne pomiędzy Jibna a Isdud. Próba zabicia dowódcy Armii Świętej Wojny, Hasana Salama | Hagana                               | Arabowie                                  |
| Konwój Chulda                            | 31 marca 1948        | Rozbicie żydowskiego konwoju jadącego do Jerozolimy                                                                   | Hagana                               | Arabska Armia Wyzwoleńcza, Legion Arabski |
| operacja Chasida                         | marzec-kwiecień 1948 | Przerzucenie drogą powietrzną broni i amunicji zakupionej w Czechosłowacji                                            | Hagana                               | -                                         |

## Druga faza wojny (1 kwietnia – 14 maja 1948)
| Nazwa                   | Data               | Przebieg                                                                   | Siły żydowskie | Siły arabskie                                  |
| ----------------------- | ------------------ | -------------------------------------------------------------------------- | -------------- | ---------------------------------------------- |
| operacja Balak 1        | 1 kwietnia 1948    | Przerzucenie drogą powietrzną broni i amunicji zakupionej w Czechosłowacji | Hagana         | -                                              |
| Bitwa o Al-Kastal       | 3-9 kwietnia 1948  | Bitwa o wieś Al-Kastal                                                     | Hagana         | Armia Świętej Wojny, Arabska Armia Wyzwoleńcza |
| Bitwa o Miszmar ha-Emek | 4-14 kwietnia 1948 | Bitwa o kibuc Miszmar ha-Emek                                              | Hagana         | Arabska Armia Wyzwoleńcza                      |
| operacja Nachszon       | 5-12 kwietnia 1948 | Próba otworzenia drogi do Jerozolimy                                       | Hagana         | Armia Świętej Wojny, Arabska Armia Wyzwoleńcza |
| Masakra w Dajr Jasin    | 9 kwietnia 1948    | Bitwa o wieś Dajr Jasin                                                    | Irgun, Lechi   | Arabowie                                       |